# ケニー・ハリソン (野球)
ケネス・ジョン・ハリソン（Kenneth John Harrison, 1971年11月8日 - ）は、アメリカ合衆国ハワイ州出身の野球選手（外野手）。長打力があり、変化球に対応する器用さや盗塁能力も兼ね備えていた。

## 経歴
ハワイ大学では4年間で打率.341、11本塁打の成績を残し、特に最終学年の4年生では打率.389、8本塁打、60打点でウエスタン・アスレチック・カンファレンスのMVPに選出されている。1993年のMLBドラフト2巡目でミネソタ・ツインズから指名を受けたが、MLBの選手としては体格が大柄ではなく、プロとして金銭的な報酬を求めるならNPBの方が適していると考え、入団を拒否。ハワイに遠征してきた東京六大学選抜との対戦経験などから、日本式の厳しい練習で成長しNPBで活躍することを目指して1994年に社会人野球の川崎製鉄千葉に入社した。MLBのドラフト指名を受けた選手が社会人野球でプレーするのはデレク・タツノ以来、史上2人目となった。
訪日直後の3月のJABA東京スポニチ大会から3番・右翼手としてスタメンで起用され、1本塁打を含む9打数3安打の成績を残している。同年の都市対抗では本塁打を放ち、日本選手権ではチームのベスト8進出に貢献して優秀選手に選出された。翌1995年も公式戦打率.417の打撃で都市対抗出場に貢献したが、外国人選手枠との兼ね合いなどから獲得に至るNPBの球団は現れなかった。2年間で公式戦打率.324、9本塁打の成績を残したが、コミュニケーション面での鬱積などもあり、2年契約の満了に伴い同年9月をもってアメリカに帰国。1996年はピッツバーグ・パイレーツ傘下（当時）のA+級リンチバーグ・ヒルキャッツでプレーした。